# Hauptstadtregion Berlin-Brandenburg
| Hauptstadtregion Berlin-Brandenburg (auch: Metropolregion Berlin-Brandenburg) Basisdaten der Metropolregion | Hauptstadtregion Berlin-Brandenburg (auch: Metropolregion Berlin-Brandenburg) Basisdaten der Metropolregion |
| Karte der Metropolregion Berlin-Brandenburg                                                                 | Karte der Metropolregion Berlin-Brandenburg                                                                 |
| --- | --- |
| Länder: | Berlin, Brandenburg                                                                                         |
| Fläche: | 30.546 km²                                                                                                  |
| Einwohner:                                                                                                  | 6.363.869 (31. Dez. 2023)                                                                                   |
| Bevölkerungsdichte:                                                                                         | 208 Einwohner pro km²                                                                                       |
| Gliederung:                                                                                                 | 5 kreisfreie Städte, 14 Landkreise                                                                          |
| Website: | www.berlin-brandenburg.de                                                                                   |
| | |
| Agglomeration Berlin Basisdaten zum Kernraum der Metropolregion                                             | |
| Metropolregion Berlin-Brandenburg                                                                           | |
| Länder | Berlin, Brandenburg (teilweise)                                                                             |
| Fläche: | 3.743,21 km²                                                                                                |
| Einwohner:                                                                                                  | 4.695.640 (31. Dez. 2021)                                                                                   |
| Bevölkerungsdichte:                                                                                         | 1.254 Einwohner/km²                                                                                         |
| Gliederung:                                                                                                 | 2 kreisfreie Städte, 49 kreisangehörige Städte und Gemeinden                                                |

Die Hauptstadtregion Berlin-Brandenburg ist eine europäische Metropolregion, die das Gesamtgebiet der Länder Berlin und Brandenburg umfasst. Auf 30.370 km² Fläche hat sie rund sechs Millionen Einwohner.
Die Hauptstadtregion Berlin-Brandenburg ist die flächenmäßig größte und nach Rhein-Ruhr die bevölkerungsreichste Metropolregion Deutschlands.

## Struktur
Die Hauptstadtregion Berlin-Brandenburg ist durch ausgeprägte räumliche Disparitäten gekennzeichnet. Während große Gebiete der Berliner Kernstadt die höchsten Besiedelungsdichten Deutschlands aufweisen und von suburbanen Verdichtungsräumen umgeben sind, folgen rundherum schon nach kurzer Entfernung sehr dünnbesiedelte, ländliche Gegenden. Die brandenburgische Landeshauptstadt Potsdam ist die einzige Großstadt im Berliner Umland, und so leben allein in Berlin und Potsdam schon mehr als 80 Prozent der Gesamtbevölkerung des Kernraumes der Metropolregion. Ihr Zersiedelungsgrad ist deshalb sehr gering. Außerhalb der Agglomeration Berlin prägen Klein- und Mittelstädte die Siedlungsstruktur. Im Vergleich zu anderen Metropolregionen ist die Bevölkerungsdichte von 200 Einwohnern pro km² unterdurchschnittlich.

### Strukturräume

Bevölkerungsdichte in der Hauptstadtregion Berlin-Brandenburg und im Stadt-Umland-Zusammenhang Berlin-Potsdam

Die Metropolregion wird seit 2010 in die drei Strukturräume Berlin, Berliner Umland und weiterer Metropolenraum eingeteilt. Berlin bildet das Kerngebiet der Hauptstadtregion Berlin-Brandenburg, umfasst 892 km² mit rund 3,8 Millionen Einwohnern. Das Berliner Umland ist ein eng mit Berlin verflochtener Struktur- und Analyseraum, der in seiner gemeindescharfen Abgrenzung 2.851 km² und gut 900.000 Einwohner umfasst. Der engere Metropolenraum oder Kernraum, bestehend aus diesen beiden Strukturräumen mit einem Radius von rund 60 Kilometern, bilden die Agglomeration Berlin. Daran schließt sich der sogenannte weitere Metropolenraum an, der aus dem Teil des Landes Brandenburg, der nicht zum Berliner Umland gehört, besteht. Er umfasst den überwiegend ländlich strukturierten Teil des Landes Brandenburg mit 26.632 km² und etwa 1,58 Millionen Einwohnern, der auf der Landkreisebene mit dem Berliner Umland verbunden ist. So sind nach dem seinerzeit gültigen Leitbild der dezentralen Konzentration bei der Kreisgebietsreform 1993 Landkreise aus dem Berliner Umland mit berlinfernen Landkreisen zusammengelegt worden.

### Zentralörtliche Gliederung
Das System der Zentralen Orte in der Hauptstadtregion ist dreigliedrig: Metropole Berlin, Oberzentren und Mittelzentren. Die vier Oberzentren sind die Landeshauptstadt Potsdam, Cottbus, Brandenburg an der Havel und Frankfurt (Oder). Die 42 Mittelzentren verteilen sich auf insgesamt 50 Städte: 34 monopolare Mittelzentren und acht Mittelzentren bestehend aus zwei Teilzentren (Mittelzentrum in Funktionsteilung), die jeweils gemeinsam einen Mittelbereich versorgen.

### Regionale Wachstumskerne
Neben den 46 Zentralen Orten für die gehobene und höherwertige Daseinsvorsorge gibt es in Brandenburg 15 Regionale Wachstumskerne (RWK) als Entwicklungsschwerpunkte mit überregionaler Ausstrahlungskraft. In nördlicher Nachbarschaft zu Berlin bilden Oranienburg, Velten und Hennigsdorf einen Wachstumskern. Gegenüber in unmittelbarer südlicher Nachbarschaft zu Berlin bilden Wildau, Königs Wusterhausen und Schönefeld mit dem Flughafen Berlin Brandenburg zusammen einen Wachstumskern, während Ludwigsfelde und Potsdam jeweils eigene Wachstumskerne darstellen.
In der weiteren Umgebung Berlins befinden sich die Wachstumskerne Fürstenwalde/Spree, Eberswalde, Neuruppin, Brandenburg an der Havel und Luckenwalde. Im Süden der Hauptstadtregion bilden Cottbus und Spremberg jeweils eigene, die Standorte Finsterwalde, Lauchhammer, Schwarzheide, Senftenberg und Großräschen einen gemeinsamen Wachstumskern mit über 80.000 Einwohnern. Im Osten bilden Frankfurt (Oder) und Eisenhüttenstadt zusammen einen Wachstumskern und Schwedt/Oder einen weiteren, während im Nordwesten die Standorte Karstädt, Perleberg und Wittenberge zusammen einen Wachstumskern bilden.
Die größten Städte neben Berlin und Potsdam sind die kreisfreien Städte Cottbus mit 94.778 Einwohnern, Brandenburg an der Havel mit 73.939 Einwohnern und Frankfurt (Oder) mit 57.065 Einwohnern (Stand: jeweils 31. Dezember 2023).

### Polyzentrische Siedlungsstruktur Berlins
Berlin selbst ist aufgrund seiner siedlungsstrukturellen und geschichtlichen Entwicklung kein monozentrischer Stadtraum. So besteht das Zentrum Berlins aus den beiden Kernen West (auch City West genannt, um Kurfürstendamm, Breitscheidplatz und Tauentzienstraße in Charlottenburg und Schöneberg) und der historischen Mitte um Friedrichstraße, Unter den Linden, Hausvogteiplatz, Hackeschen Markt und Alexanderplatz im Ortsteil Mitte.
In den letzten Jahren ist eine zunehmende räumliche Konzentration verschiedener Nutzungen zu beobachten. Während sich die City-West als Einzelhandelsstandort (vgl. Midtown und Upper East Side in Manhattan) weiter etablieren konnte, entwickelt sich die Friedrichstraße durch Ansiedlung von internationalen Unternehmen, Luxushotels und Banken zur Downtown, die Gegend um den Hackeschen Markt zum Fashion District (vgl. SoHo in Manhattan) und das Gebiet zwischen Brandenburger Tor und dem Hauptbahnhof zum Regierungsviertel (vgl. City of Westminster in London).
Diese Bereiche werden seit geraumer Zeit durch das wiederbebaute Stadtquartier am Potsdamer Platz, das eine Brückenfunktion übernimmt, enger miteinander verknüpft. Daneben gibt es in den einzelnen Stadtteilen viele Subzentren, die ebenfalls unterteilt werden:
- A-Zentren: Müllerstraße (Wedding), Karl-Marx-Allee/Frankfurter Allee (Friedrichshain), Altstadt Spandau, Schloßstraße (Steglitz), Karl-Marx-Straße (Neukölln), Altstadt Köpenick/Bahnhofsstraße, Berliner Straße (Pankow)
- B-Zentren: Turmstraße (Moabit), Zehlendorf Mitte, Tempelhofer Damm (Tempelhof), Berliner Allee (Weißensee), Schönhauser Allee (Prenzlauer Berg), Gorkistraße (Tegel), Marzahner Promenade (Marzahn), Prerower Platz (Neu-Hohenschönhausen), Zentrum Hellersdorf

Zwischen Stadtrand und Innenstadt liegen etwa 20 Kilometer städtischer Bebauung, die Innenstadt selbst hat einen Durchmesser von 15 Kilometern und wird grob durch die Berliner Ringbahn abgegrenzt. Im geografischen Zentrum der Innenstadt liegt der Große Tiergarten, eine größere Parklandschaft. Um diese herum gliedern sich erste Bebauungen, darunter vor allem Gebäude der Bundesregierung, des Deutschen Bundestags oder intensive Nutzungen wie um die Friedrichstraße, den Prachtboulevard Unter den Linden und den Potsdamer Platz sowie am Breitscheidplatz und am Kurfürstendamm.
Der Stadtrand ist geprägt von weitläufigen Siedlungsgebieten mit Ein- und Mehrfamilienhäusern, zwischen denen wieder größere Siedlungsgebiete mit Stadtcharakter liegen. Eine Reihe von Neubaugebieten mit besonders intensiver Nutzung sind darunter, etwa die Großwohnsiedlungen im Osten der Stadt (nordöstlicher Teil des Bezirks Marzahn-Hellersdorf) und die Gropiusstadt (Bezirk Neukölln) im Süden, das Falkenhagener Feld (Bezirk Spandau) im Westen und das Märkische Viertel (Bezirk Reinickendorf) im Norden Berlins.
Die Großzahl der kulturellen Einrichtungen finden sich in den Ortsteilen der Innenstadt. Hier herrscht in Stadtquartieren gründerzeitlichen Ursprungs dichteste Bebauung vor, die durch ein intensives Kiezleben gekennzeichnet ist. In den innerstädtischen Vierteln lebt mit etwa 1,7 Millionen Einwohnern etwa die Hälfte der Berliner.

## Bevölkerung
Die Metropolregion Berlin-Brandenburg ist geprägt von deutlichen Wanderungsbewegungen, wobei sich die Bevölkerungsentwicklung in den einzelnen Teilräumen der Metropolregion seit der deutschen Wiedervereinigung differenziert darstellt.
Von 1989 bis 1994 erlebte die Stadt Berlin einen nachhaltigen Wanderungsgewinn. In den Jahren 1995 bis 2000 wurden in Berlin große Bevölkerungsverluste registriert, vor allem aufgrund von Suburbanisierung. Der Umzug des Kernbereichs der Bundesregierung aus Bonn nach Berlin hat dazu beigetragen, dass seit der Jahrtausendwende die Bevölkerungszahl stabil geblieben ist und seit 2004 wieder ansteigt. Allerdings ist Berlin keine zentralistische Hauptstadt. Ein großer Teil der Regierungsbediensteten arbeitet weiterhin – durch das Berlin/Bonn-Gesetz abgesichert – in Bonn. Aufgrund dieses Gesetzes wurden rund 20 Bundesbehörden aus Berlin nach Bonn verlagert. Berlin ist als Universitätsstadt für viele Studenten ein attraktiver Studien- und Wohnort.
Das Berliner Umland erfreute sich als attraktive Wohnlage am Rande der Metropole eines konstanten Bevölkerungswachstums, während der weitere Metropolenraum einen deutlichen Einwohnerrückgang verzeichnete.
Insgesamt blieb die Bevölkerungszahl in der Hauptstadtregion, im Gegensatz zu den anderen neuen Bundesländern, in den letzten zehn Jahren nahezu stabil (2000: 5,984 Millionen EW; 9/2012: 6,024 Millionen EW).

## Kooperation ohne Länderfusion
Die wachsenden Verflechtungen insbesondere zwischen Berlin und dem Berliner Umland haben seit 1990 die Idee zur Zusammenarbeit der beiden Länder befördert. Zwar scheiterte die Neugliederung in ein gemeinsames Land Berlin-Brandenburg 1996 bei der Volksabstimmung. Dies tat aber dem institutionellen Vereinigungsprozess keinen Abbruch: Nach und nach wurden Behörden und Gerichte zusammengelegt oder für beide Länder als zuständig erklärt. In keiner anderen Metropolregion Deutschlands ist die Zusammenarbeit bei öffentlichen Aufgaben so ausgeprägt wie hier. Zu den Kooperationen gehören u. a.: Rundfunk Berlin-Brandenburg (RBB), Medienanstalt, Medienboard; Verkehrsverbund Berlin-Brandenburg (VBB), Flughafengesellschaft, Gemeinsame Obere Luftfahrtbehörde; Gemeinsame Landesplanungsabteilung, Amt für Statistik; Landesinstitut für Schule und Medien, Sozialpädagogisches Fortbildungsinstitut, Institut für Schulqualität; Landeslabor, Landesamt für Mess- und Eichwesen; Fachobergerichte (Oberverwaltungsgericht, Landesarbeitsgericht, Landessozialgericht, Finanzgericht), Zentrales Mahngericht Berlin-Brandenburg, Juristisches Prüfungsamt; Deutsche Rentenversicherung Berlin-Brandenburg; Akademie der Wissenschaften, Stiftung Preußische Schlösser und Gärten; Sonderabfallgesellschaft Berlin-Brandenburg. Rund 100 Verwaltungsvereinbarungen und Staatsverträge regeln die Kooperation im Verwaltungsbereich. Daneben gibt es zahlreiche Vereine und Verbände aus der Wirtschaft, der Wissenschaft und aus allen gesellschaftlichen Bereichen, die auf den Gesamtraum der Hauptstadtregion bezogen sind. Außerdem engagieren sich die Länder Berlin und Brandenburg seit 2006 gemeinsam in der Oder-Partnerschaft, einem informellen Kooperationsnetzwerk der an der deutsch-polnischen Grenze gelegenen Regionen.